# 円成寺 (奈良市)
円成寺（えんじょうじ）は、奈良県奈良市忍辱山町（にんにくせんちょう）にある真言宗御室派の寺院。山号は忍辱山（にんにくせん）。本尊は阿弥陀如来。奈良市街東方の柳生街道沿いに位置する古寺で、仏師・運慶のもっとも初期の作品である国宝・大日如来像を所蔵する。紅葉の名所としても知られる。

## 歴史
円成寺について『和州忍辱山円成寺縁起』（以下『円成寺縁起』と略称）は、奈良時代の創建を伝え別の縁起には延喜年間（901年 - 923年）の創建を伝えるが、いずれも伝承の域を出ないものである。『円成寺縁起』によれば、この寺は鑑真とともに渡日した唐僧の虚滝（ころう）が天平勝宝8歳（756年）に聖武天皇の勅願で創建したという。『和州忍辱山円成寺略言志』も同様の創建縁起を伝えるが、虚滝なる僧については他に確認できる史料がない。一方『忍辱山知恩院縁起』によれば、この寺は京都東山鹿ケ谷に円成寺を建立した益信という僧が、延喜年間に大和国忍辱山を訪れこの地に寺を建てて円成寺と号したという。
前述の『円成寺縁起』『知恩院縁起』『円成寺略言志』とも、命禅（みょうぜん）という僧を中興の祖としている。『本朝高僧伝』所収の命禅伝によれば、命禅は万寿3年（1026年）に諸国行脚の後、忍辱山に至り、この地に十一面観音立像を祀る寺を建立して円成寺と号したという。また、この十一面観音立像は春日明神が彫ったものであるという。こういったことからか、当寺は春日の奥の院とも呼ばれるようになった。
平安時代後期の寺史について『円成寺縁起』は、浄土教系の小田原聖こと迎摂上人経源と、真言系の僧で広隆寺別当、東寺長者、高野山管長、東大寺別当を歴任した御室仁和寺の寛遍僧正の名を挙げている。同縁起によれば、天永3年（1112年）に経源が阿弥陀堂を建立し、阿弥陀如来を当寺の本尊として安置したという。その40年ほど後の仁平3年（1153年）、寛遍が入寺し東密広沢六流の一つである忍辱山流を興したという。
寺に現存する木造十一面観音立像は、寺伝によれば前出の命禅が祀った像とされるが、技法・作風からみれば『本朝高僧伝』の伝える万寿3年（1026年）よりも古い、10世紀末頃の作品とみられる。円成寺の現本尊である阿弥陀如来坐像は、技法・作風から11世紀後半から12世紀初頭の作とみられ、『円成寺縁起』に登場する経源が本尊として安置した阿弥陀如来像がこれに当たる可能性もある。また、伽藍の前面に広がる苑池を中心とした庭園はその形式から平安時代末期、12世紀頃の作と推定される。以上のことから円成寺は平安時代中期に創建され、12世紀半ばの寛遍の頃に寺観が整備されたとみられる。
室町時代に応仁の乱（1467年 - 1478年）の兵火にかかって堂塔伽藍の大半が焼失したが、子院である知恩院院主・栄弘阿闍梨を中心にして再興された。文明13年（1481年）、栄弘は室町幕府の大御所足利義政の使者として朝鮮に赴き、高麗版大蔵経を入手している。文明19年（1487年）には14の堂宇が復興している。
江戸時代に入ると寺領は当初130石であったが、慶長14年（1609年）に徳川家康の所望により、高麗版大蔵経を江戸幕府に献上することによって新たに105石が加増された。これにより寺領235石、子院23か寺を有する寺院となった。
明治時代となると廃仏毀釈によって混乱し衰えて、子院はすべて廃絶してしまった。しかし、1882年（明治15年）に盛雅和尚が入寺すると次第に落ち着きを取り戻した。
老朽化して初層部分しかなかった多宝塔は1920年（大正9年）に鎌倉市の長寿寺に移築され、観音堂となっている。現在ある多宝塔は1990年（平成2年）に再建されたものである。

## 境内
正門にあたる楼門の前には平安時代の面影を残す、池を中心とした浄土式庭園（名勝）が広がる。楼門を入ると本堂を中心に鎮守社の春日堂、白山堂、宇賀神本殿、多宝塔などが建つ。
- 本堂（阿弥陀堂、重要文化財） - 室町時代の建築だが、全体の意匠は寝殿造風である。入母屋造で妻入（屋根の形が三角形に見える方向を正面とする）とするのは仏堂建築には珍しい。寺の説明には文正元年（1466年）建立とあるが、文化庁の資料では棟木銘から文明4年（1472年）建立としている。春日造社殿に両廂付で局・宝蔵・経蔵・籠堂・御堂を設け、向拝に舞台がある。内部には本尊阿弥陀如来坐像と四天王立像を安置する。内陣の柱には阿弥陀如来に随って来迎する二十五菩薩の像が描かれている。須弥壇の上は折上格天井、大壇の上は小組格天井、そのまわりに四方流化粧天井を張り巡らし、藤原時代の阿弥陀堂を表している。本尊を安置している三方開放高御座型大形厨子や、四本柱に描かれた聖衆来迎二十五菩薩は全国的にも珍しい。
- 多宝塔 - 1990年（平成2年）再建。
- 鐘楼
- 護摩堂
- 白山堂（国宝）・春日堂（国宝） - 春日堂と白山堂は本堂の脇に建つ2棟の社殿で、2棟とも同規模・同形式である。安貞2年（1228年）に春日大社の本殿を移築したもので、春日造社殿の現存最古の例として国宝に指定されている。明治初期の神仏分離令による破壊をまぬがれるため、仏堂風に「堂」と称した。表は入母屋、裏は切妻、桧皮葺。棟木、千木、堅魚木をのせ、蟇股・懸魚・勾欄・斗栱などは鎌倉時代初期の社殿の特色である。
- 宇賀神本殿（重要文化財） - 鎌倉時代の建立。
- 鎮守社拝殿（奈良市指定有形文化財） - 延宝3年（1675年）建立。
- 楼門（重要文化財） - 応仁2年（1468年）再建。三間一戸入母屋桧皮葺で、上下層とも和様三手先を使い、下層出入り口の上に、正・背面とも花肘木を入れている。
- 庫裏
- 相應殿 - 運慶作の国宝・大日如来坐像を安置している。
- 十三重石塔（重要美術品） - 平安時代の建立。
- 庭園（国指定名勝） - 浄土式庭園。平安時代後期の作庭。寛遍僧正が築いたとされ、浄土式と舟遊式を兼備した寝殿造系庭園。

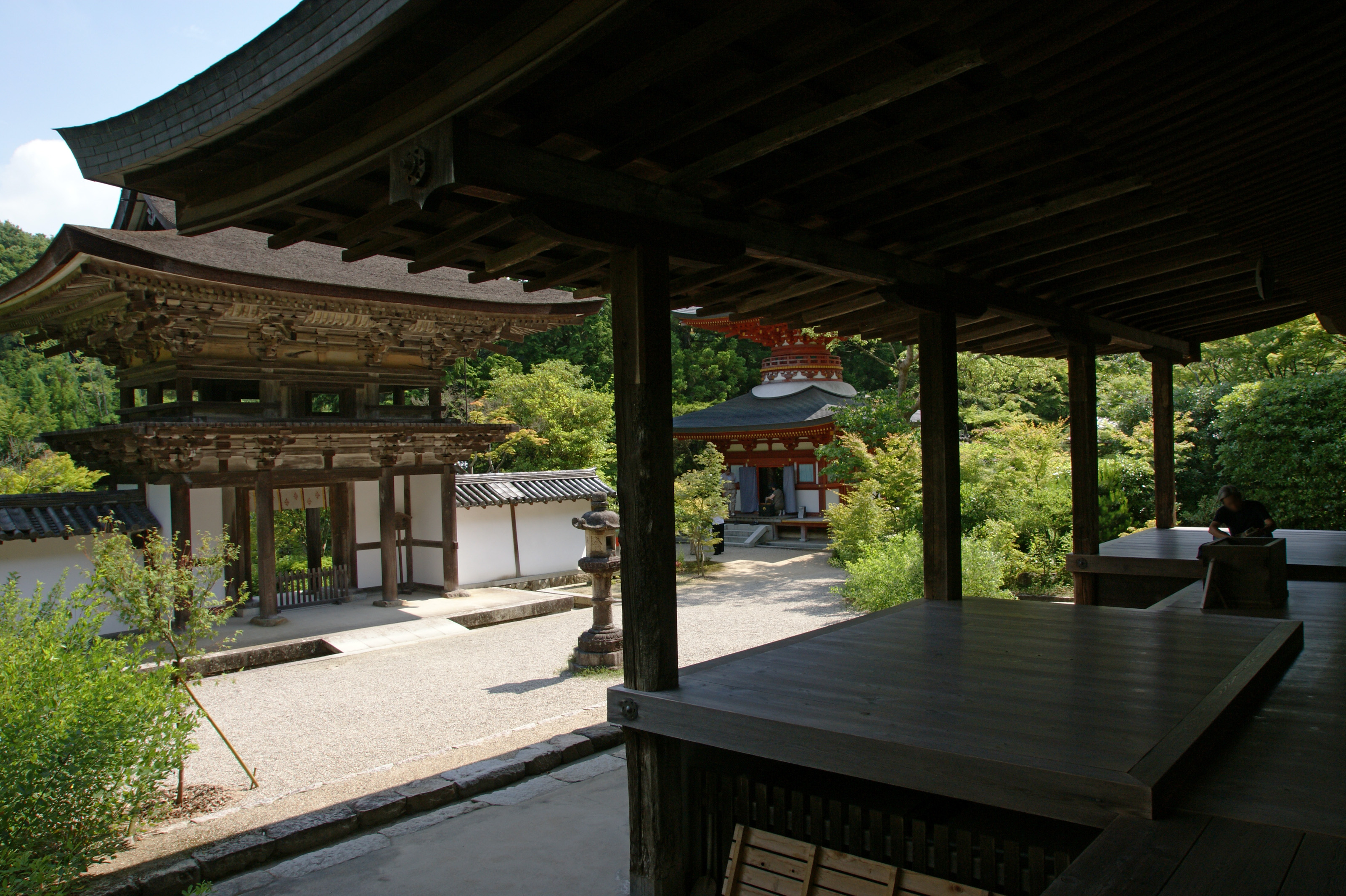
本堂より楼門と多宝塔を望む
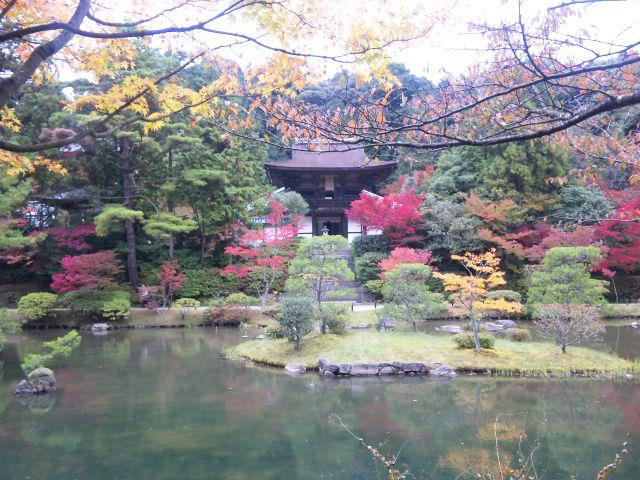
境内風景（秋景）
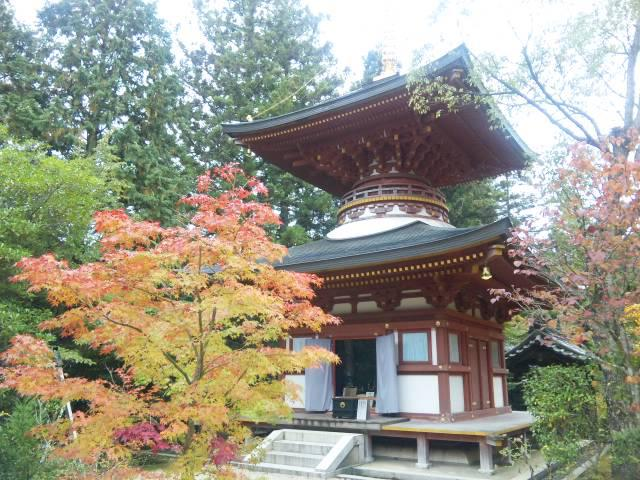
多宝塔（秋景）

## 文化財

### 木造大日如来坐像
「木造大日如来坐像 運慶作 1躯」の名称で国宝に指定されている。本像は、鎌倉時代を代表する仏師運慶の現存するもっとも初期の作品であり、安元2年（1176年）に完成した。智拳印を結んで結跏趺坐（けっかふざ）する大日如来像で、像高98.8センチメートル。ヒノキ材の寄木造、漆箔仕上げで眼は玉眼（水晶を嵌め込む）とする。運慶の生年は不明であるが、その長男の湛慶が承安3年（1173年）の生まれであることから、運慶本人は12世紀半ば頃の生まれと推定される。したがって、1176年作の本像は運慶20歳代の初期作ということになる。
本像の理知的な顔立ち、均整のとれた像容、肌の弾力や着衣の質感を感じさせる写実的表現などは、定朝様式に代表される平安時代の仏像の様式とは一線を画すものであり、鎌倉時代における新たな仏像彫刻の展開の先駆けとなる重要な作品と位置づけられている。
本像の構造は、頭体の根幹部を正中矧ぎ（左右二材矧ぎ）とし、頭部は三道下（首の下）で割矧（わりはぎ）とする。これに両脚部を構成する横一材と、左右の腰部を形成する三角形状の各一材を矧ぎ、肩から先の両腕部も別材である。このような木寄せ法は、この時代の寄木造に典型的なものである。両腕部は肩、肘、手首の3か所を矧ぐのが一般的だが、本像の場合はもう1か所、上膊の半ばの臂釧（ひせん、腕飾り）の位置でも矧いでおり、運慶が智拳印を結ぶ両手の位置の調整に苦心したことがうかがえる。このほか、頭頂の髻（もとどり）や肩・耳に掛かる垂髪も別材を矧ぐ。また、条帛（じょうはく、左肩から斜めに掛かる布）を体部材から彫り出すのではなく、別材製のものを張り付けているのは珍しい技法である。像は材を厚く残して内刳を行い、外からは見えない胎内も平滑に仕上げ、漆塗仕上げとしている。
運慶が後に制作した仏像では、如来像には玉眼を用いていないが、初期作である本像は例外である。本像の光背は当初のものだが、二重円相と呼ばれる中心部分と、光脚と呼ばれる部分のみが残り、周縁の部分は失われている。台座は蓮肉部と、蓮弁の大部分が当初のものである。
台座蓮肉の天板の裏面に以下の墨書銘がある。
運慶承 安元元年十一月廿四日始之 / 給料物上品八丈絹肆拾参疋也 / 已上御身料也 / 奉渡安元弐秊丙申十月十九日 / 大仏師康慶 / 実弟子運慶 / （花押）〔「 / 」は改行を示す。「丙申」は原文では小字で横書きとする。〕
この銘文から、本像は康慶の「実弟子」である運慶が安元元年（1175年）11月に造り始め、1年近くをかけて翌安元2年10月に完成したこと。造像の報酬として絹を支給されたことがわかる。「実弟子」とは、「実子でかつ弟子である」という意味に解釈されている。この銘文は全部が1人の執筆ではないが、少なくともその一部は運慶の自筆であるということで、大方の研究者の意見が一致している。日本の仏像彫刻史において、仏師自らが筆を執り、作者としての自らの名を残した最初期の例として注目されている。
元は本堂内に安置されていたが、多宝塔安置を経て、現在は相應殿へ移されている。

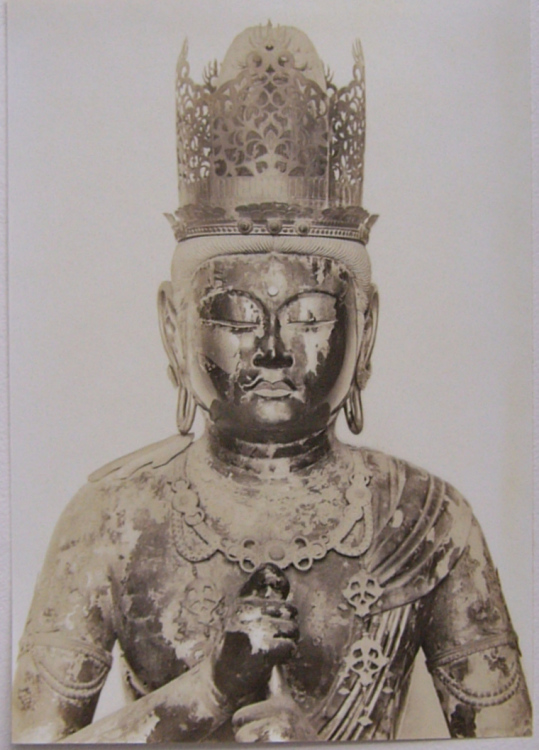
大日如来像・上半身
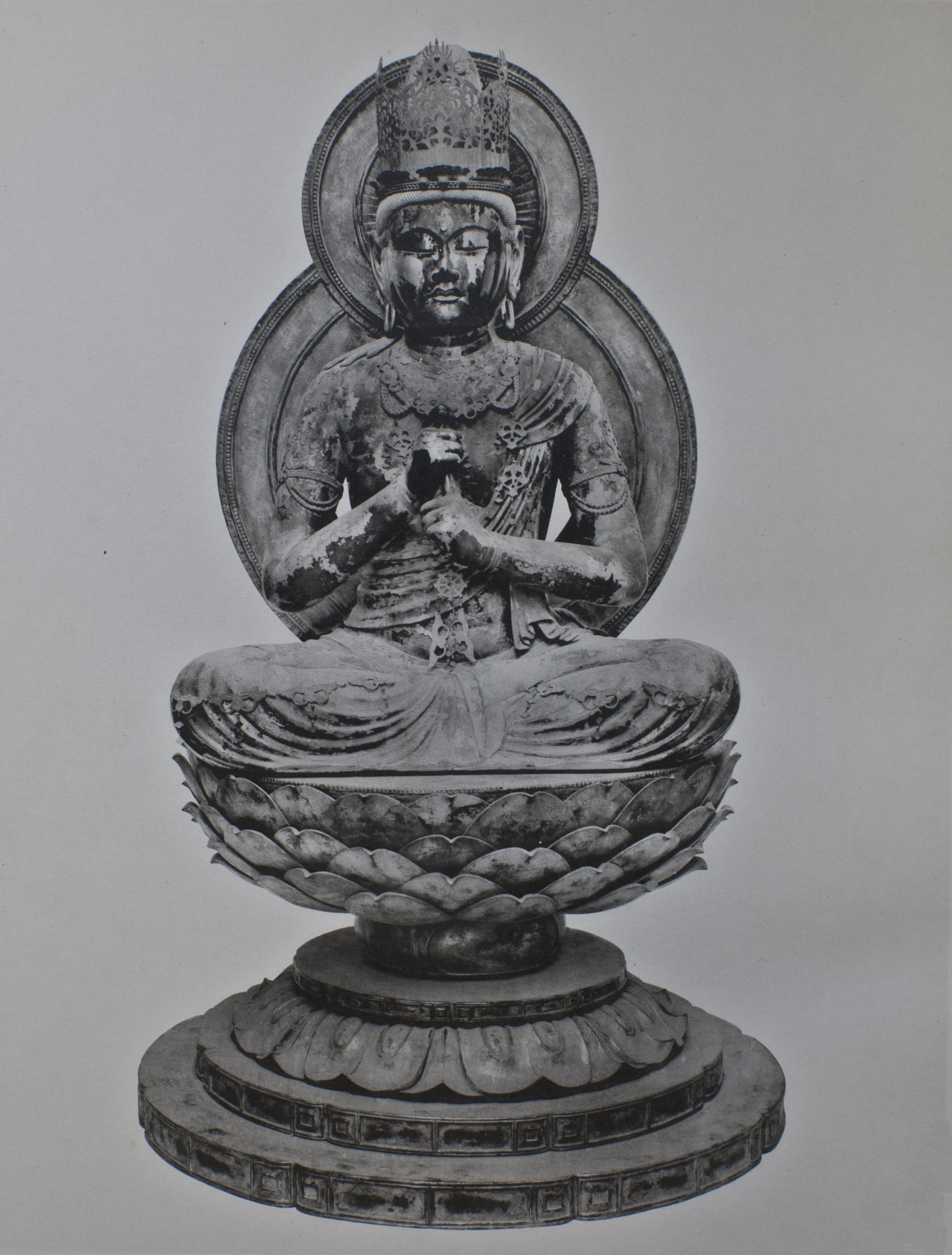
大日如来像・全姿
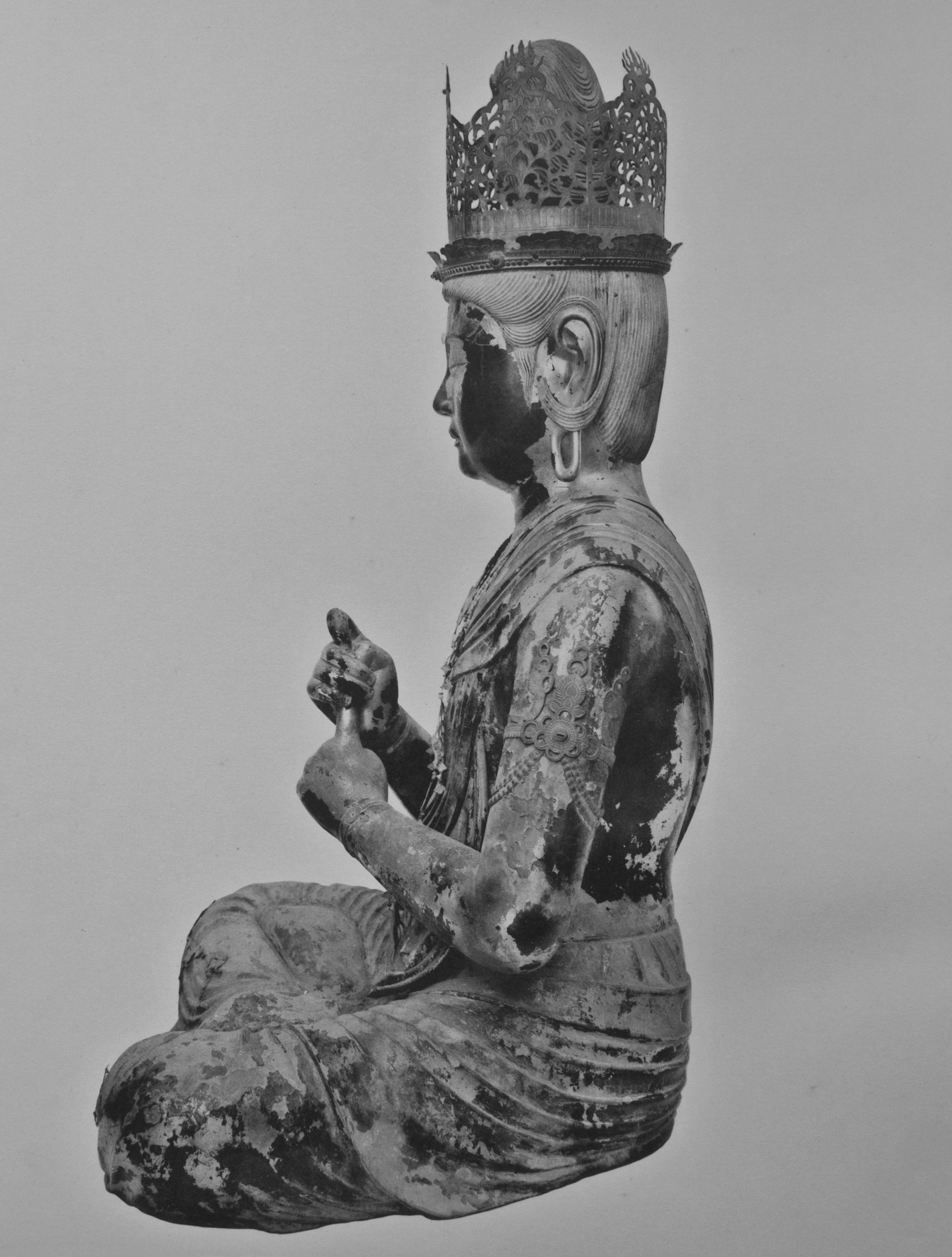
大日如来像・側面

### 国宝
- 春日堂・白山堂
- 木造大日如来坐像 - 解説は既出。

### 重要文化財
- 本堂（阿弥陀堂）
- 楼門
- 宇賀神本殿
- 石造五輪塔 - 元亨元年（1321年）在銘。寺の西南200メートルの共同墓地内に所在[17]。
- 木造阿弥陀如来坐像 - 本尊。平安時代。天永3年（1112年）南山城小田原の迎接上人経源が祀ったもの。坐高145.4センチメートルで上品上生の定印を結んだ定朝様式藤原和様の半丈六坐像。宝相華唐草透彫の光背をもち、九重蓮台に安座されている。
- 木造四天王立像 - 鎌倉時代。鎌倉様式による木造彩色の神将像。なかでも持国天像の台座裏には「建保5年（1217年）4月4日ヨリ云々」の銘文があり、康勝（運慶の四男）の作ではないかといわれている。

### 国指定名勝
- 円成寺庭園

### 重要美術品
- 十三重石塔

### 奈良県指定有形文化財
- 南無仏太子立像 - 本堂安置、聖徳太子2歳像、延慶2年（1309年）造立。
- 僧形文殊坐像 - 鎌倉時代。
- 螺鈿燈台 - 本堂安置。
- 輪燭台
- 舎利講式
- 大蔵請来二合船残録

### 奈良市指定有形文化財
- 鎮守社拝殿 附：棟札 1枚
- 絹本著色両界曼荼羅図（金剛界曼荼羅・胎蔵曼荼羅）2幅 - 鎌倉時代、後白河法皇が寄進したという。
- 黒漆塗宮殿形厨子 1基
- 絵像奉懸厨子 2基

### その他
- 十一面観音立像 - 平安時代、旧本尊。
- 鐘楼 - 寛文7年（1667年）再建。
- 知恩院縁起絵巻 - 文明14年（1482年）に、当寺の栄弘が足利義政の使者として朝鮮に赴き、高麗版大蔵経を請来した事実を、寛政元年（1789年）に絵巻（3巻）として描いたもの。

## 前後の札所
大和十三仏霊場
11 信貴山玉蔵院　-　12 円成寺　-　13 大安寺

## 所在地
- 奈良県奈良市忍辱山町1273

## 交通アクセス
- JR関西本線および近鉄 奈良駅より奈良交通バス柳生方面行で約40分、「忍辱山」バス停下車、徒歩すぐ

## 拝観案内
- 9:00 - 17:00 拝観料 400円

## 周辺
- 夜支布山口神社
- 南明寺
- 大和青垣国定公園